# Leptasterias stolacantha
Leptasterias stolacantha är en sjöstjärneart som beskrevs av Fisher 1930. Leptasterias stolacantha ingår i släktet Leptasterias och familjen trollsjöstjärnor. Inga underarter finns listade i Catalogue of Life.